# Blåkölen
Blåkölen este o arie protejată (arie specială de conservare — SAC, sit de importanță comunitară — SCI) din Suedia întinsă pe o suprafață de 636,8 ha, integral pe uscat.

## Localizare
Centrul sitului Blåkölen este situat la coordonatele 66°18′34″N 21°37′37″E / 66.3095°N 21.6269°E.

## Înființare
Situl Blåkölen a fost declarat sit de importanță comunitară în decembrie 1995 pentru a proteja 3 specii de animale. Situl a fost protejat și ca arie specială de conservare în martie 2011.

## Biodiversitate
Situată în ecoregiunea boreală, aria protejată conține 7 habitate naturale: Păduri fino-scandinave bogate în ierburi cu Picea abies, Izvoare fino-scandinave și mlaștini produse de izvoare bogate în minerale, Taiga vestică, Cursuri de apă de la nivel de câmpie la nivel montan, cu vegetație Ranunculion fluitantis și Callitricho-Batrachion, Mlaștini împădurite, Mlaștini turboase de tranziție și turbării mișcătoare, Turbării Aapa.
La baza desemnării sitului se află mai multe specii protejate de  nevertebrate (3): Agathidium pulchellum, Pytho kolwensis, Xyletinus tremulicola.